# José María de Ureña Francés
José María de Ureña Francés (Zaragoza, 1950) es un Doctor Ingeniero de Caminos, Canales y Puertos, profesor de la Universidad de Cantabria y de la Universidad de Castilla-La Mancha. 

## Estudios
En 1972 obtiene el título de Ingeniero de Caminos, Canales y Puertos por la Universidad Politécnica de Madrid. En 1975 obtiene el título de Master in Urban Design and Regional Planning por la Universidad de Edimburgo, y en 1978 obtiene el título de Doctor por la Universidad de Cantabria (por entonces Universidad de Santander).

## Trayectoria docente
Ha ejercido como profesor e investigador en las Universidades Politécnicas de Madrid y Barcelona, y las Universidades de Edimburgo, Berkeley, París 1 y Lille I. 
Una de sus principales vinculaciones ha sido con la Universidad de Cantabria, de la cual fue Rector entre los años 1986 y 1992.
Siendo Rector crea junto con otras universidades Españolas el Santander Group of European Universities Network, constituido por más de 30 universidades de todos los países de la Unión Europea y del que fue su presidente entre 1988 y 1997.
En dichos años mantiene una gran actividad Universitaria internacional participando activamente en los programas Erasmus y Leonardo.
Previamente, entre los años 1982 y 1986, ya había estado vinculado a la Escuela Técnica Superior de Ingenieros de Caminos, Canales y Puertos de Santander, de la cual fue Subdirector del Plan de Estudios y Subdirector de Ordenación Académica y Profesorado. 
Entre septiembre de 1998 y febrero de 2005 ejerce como Director comisario de la Escuela Técnica Superior de Ingenieros de Caminos, Canales y Puertos de la Universidad de Castilla-La Mancha, de la cual es actualmente Catedrático de Urbanística y Ordenación del Territorio.
En la actualidad dirige el Grupo de Urbanismo y Ordenación del Territorio de la Escuela de Ingenieros de Caminos, Canales y Puertos de Ciudad Real y de la Escuela de Arquitectura de Toledo.

## Reconocimientos
Ureña es doctor honoris causa por las Universidades de Bristol (Gran Bretaña) y Gante (Bélgica). 
La Universidad de Castilla-La Mancha le ha otorgado la Medalla de la institución en reconocimiento a su labor durante los inicios de la Escuela de Caminos.
| Predecesor: Francisco González de Posada | Rector de la Universidad de Cantabria 1986-1992 | Sucesor: Jaime Vinuesa Tejedor |